# 명온공주
명온공주(明溫公主, 1810년 음력 10월 13일 ~ 1832년 음력 6월 13일)는 조선의 왕족이다. 순조와 순원왕후의 장녀이다.

## 생애

### 가계
1810년(순조 10년) 음력 10월 13일 조선의 제23대 왕인 순조와 순원왕후의 장녀로 태어났다. 성은 이, 본관은 전주이다. 문조(효명세자)의 친동생이며, 복온공주와 덕온공주의 친언니이다.
덕온공주의 모후 순원왕후는 안동 김씨 출신으로, 김조순의 딸이다. 순원왕후는 자신의 집안이 풍양 조씨 가문과 함께 조선 말기 세도 정치의 절정기를 이끌어 나가게 하는데 중요한 역할을 한 왕비이기도 하다.

### 공주 시절
8살 때인 1817년(순조 17년) 음력 5월 11일 정식으로 공주에 봉해져 명온공주(明溫公主)라 하였다. 이후 1823년(순조 23년) 음력 5월 10일 명온공주의 부마를 간택하기 위해 전국의 12세부터 15세까지의 남자들에게 금혼령을 내렸으며, 이 해 음력 6월 2일 진사를 지낸 안동 김씨 김한순의 아들이자 명은공주와는 동갑내기인 김현근을 부마로 정하고 동녕위(東寧尉)에 봉했다. 그리고 음력 7월 20일 명온공주와 김현근의 가례가 열렸다.
명온공주가 궁궐 바깥에 새로운 살림을 꾸리게 되자 1824년(순조 24년) 음력 9월 8일에는 효명세자가 공주의 집에 다녀갔고, 1826년(순조 26년) 음력 3월 28일에는 대신들의 만류에도 불구하고 순조와 효명세자가 함께 직접 공주의 집에 행차하였다.

### 죽음
1830년(순조 30년) 음력 5월 6일 오빠 효명세자의 죽음에 이어 1832년(순조 32년) 음력 5월 12일, 명온공주의 바로 아랫동생인 복온공주가 혼인 2년만에 15세의 어린 나이로 사망하였다. 그리고 겨우 한 달이 지난 음력 6월 13일, 명온공주도 오랜 투병생활 끝에 23세의 나이로 사망하고 말았다. 당시 순조는 장례를 복온공주의 예에 맞춰 진행하도록 하고, 직접 명온공주의 집에 행차하였다.
한편 명온공주의 남편인 김현근은 1868년(고종 5년) 음력 8월 26일 사망하였다. 김현근에게는 사후 영의정이 추증되었다.

## 가족 관계
| - 조부 : 정조(正祖, 1752 ~ 1800) - 조모 : 효의왕후 청풍김씨 (1753~1821) - 생조모 : 수빈 박씨 (綏嬪 朴氏, 1770 ~ 1822) - 아버지 : 순조(純祖, 1790 ~ 1834) - 고모 : 숙선옹주 - 외조부 : 김조순(金祖淳, 1765 ~ 1832) - 외조모 : 청양부부인 청송 심씨(靑陽府夫人 靑松 沈氏, 1766 ~ 1828) - 어머니 : 순원왕후 김씨(純元王后 金氏, 1789 ~ 1857) - 오빠 : 익종(翼宗, 1809 ~ 1830) - 이복동생 : 영온옹주 (1817~1829) - 여동생 : 복온공주(福溫公主, 1818 ~ 1832) - 여동생 : 덕온공주(德溫公主, 1822 ~ 1844) | - 시조부 : 김이양(金履陽, 1755∼1845) - 시아버지 : 김한순(金漢淳, 생몰년 미상) - 시어머니 : 청산현감 신의(靑山縣監 申懿)의 딸 평산 신씨(平山 申氏) - 남편 : 동녕위(東寧尉) 김현근(金賢根, 1810 ~ 1868) - 자녀 없음 - 양자 : 김병찬(金炳瓚) |

## 명온공주가 등장하는 작품
- 2016년 KBS 2TV 《구르미 그린 달빛》, (배우 : 정혜성)